# 燦麗魚
燦麗魚，為輻鰭魚綱鱸形目隆頭魚亞目慈鯛科的其中一種，分布於中美洲墨西哥、貝里斯及瓜地馬拉的大西洋岸的淡水流域，體長可達50公分，棲息在沙泥底質的湖泊或流動緩慢的水域，以魚類為食，生活習性不明，可作為食用魚。